# Dévoluy
Dévoluy (Aussprache [dɛ.vɔ.lɥi]) ist eine französische Gemeinde mit 885 Einwohnern (Stand 1. Januar 2022) im Département Hautes-Alpes in der Region Provence-Alpes-Côte d’Azur. Sie gehört zum Arrondissement Gap und ist Mitglied im Gemeindeverband Communauté de communes Buëch-Dévoluy.
Sie entstand mit Wirkung vom 1. Januar 2013 als Commune nouvelle durch Zusammenlegung der bis dahin selbstständigen Gemeinden Saint-Étienne-en-Dévoluy, Agnières-en-Dévoluy, Saint-Disdier und La Cluse, deren ursprünglich eingeräumter Status als Communes déléguées vom Gemeinderat nachträglich widerrufen wurde. Der Verwaltungssitz befindet sich im Ort Saint-Étienne-en-Dévoluy.

## Gemeindegliederung
| Ortsteil                                   | Ehemaliger INSEE-Code | PLZ   | Fläche (km²) | Einwohnerzahl (2019) |
| ------------------------------------------ | --------------------- | ----- | ------------ | -------------------- |
| Saint-Étienne-en-Dévoluy (Verwaltungssitz) | 05139                 | 05250 | 67,87        | 476                  |
| Agnières-en-Dévoluy                        | 05002                 | 05250 | 32,46        | 276                  |
| Saint-Disdier                              | 05138                 | 05250 | 45,89        | 112                  |
| La Cluse                                   | 05042                 | 05250 | 40,15        | 052                  |

## Geografie

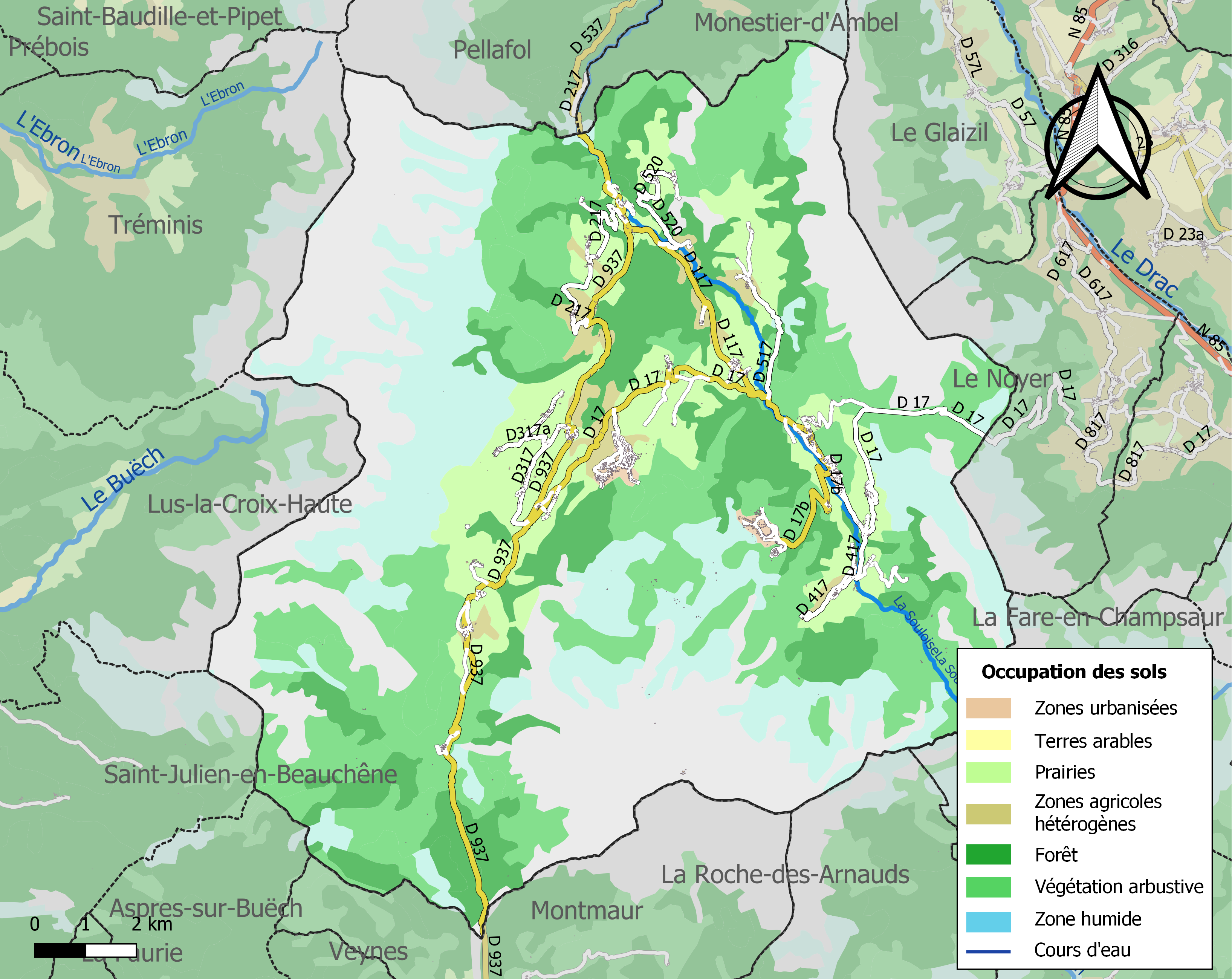
Bodennutzung, Hydrografie und Infrastruktur von Dévoluy (2018)

Dévoluy liegt etwa 58 Kilometer südsüdöstlich von Grenoble und etwa 18 Kilometer nordwestlich von Gap in der Région naturelle des Dévoluy im Südosten der historischen Landschaft der Dauphiné. Die Gemeinde befindet sich im Nordwesten des Départements an der Grenze zu den benachbarten Départements Isère und Drôme.
Die Gemeinde liegt in der gleichnamigen Gebirgslandschaft des Dévoluy-Massivs. Ihr Gebiet ist ringsum von Bergketten eingeschlossen, die höchste Erhebung bildet der an der westlichen Gemeindegrenze liegende Gipfel Grand Ferrand (2758 m). Entwässert wird das Gebiet durch die beiden Flüsse Souloise und Béoux mit ihren Zuflüssen. Während der Béoux nach Süden fließt und dort in den Petit Buëch mündet, strebt die Souloise nach Norden, durchbricht den Bergkamm mit der imposanten Schlucht Défilé de la Souloise und mündet schließlich außerhalb der Gemeinde in den Drac. Das Zentrum im Ort Saint-Étienne-en-Dévoluy liegt auf etwa 1275 m. Der tiefste Punkt der Gemeinde wird mit 950 m am Ausgang des Défilé de la Souloise gemessen.
Teile des Gebiets von Dévoluy gehören zum 35.530 Hektar großen Natura 2000-Schutzgebiet „Dévoluy - Durbon - Charance - Champsaur“ (FR9301511) und zu fünfzehn ZNIEFF-Naturzonen.
Etwa 42 % der Fläche von Dévoluy sind Freiflächen mit wenig oder keiner Vegetation, 27 % sind Flächen mit Strauch- und/oder Kräutervegetation, rund 15 % sind bewaldet, rund 14 % werden landwirtschaftlich, hauptsächlich als Weideland genutzt.
Umgeben wird Dévoluy von den zwölf Nachbargemeinden:
| Tréminis (Isère)                           | Pellafol (Isère) Monestier-d’Ambel (Isère)  | Le Glaizil |
| Lus-la-Croix-Haute (Drôme)                 | Kompassrose, die auf Nachbargemeinden zeigt | Le Noyer   |
| Aspres-sur-Buëch Saint-Julien-en-Beauchêne | La Roche-des-Arnauds Montmaur               | Gap Rabou  |

## Klima
|                        | Jan  | Feb  | Mär  | Apr  | Mai  | Jun  | Jul  | Aug  | Sep  | Okt  | Nov  | Dez  |   |      |
| Mittl. Temperatur (°C) | −3,4 | −2,9 | 0,7  | 4    | 8,6  | 13,3 | 15,4 | 15,3 | 11,5 | 7,6  | 1,3  | −2,3 | ⌀ | 5,8  |
| Mittl. Tagesmax. (°C)  | 0,4  | 1,2  | 4,7  | 8,5  | 13,2 | 17,9 | 20,1 | 20,1 | 16,2 | 12,2 | 5,4  | 1,5  | ⌀ | 10,2 |
| Mittl. Tagesmin. (°C)  | −7   | −7,1 | −3,8 | −1,3 | 3    | 7,5  | 9,6  | 9,8  | 6,6  | 3    | −2,7 | −6   | ⌀ | 1    |
|                        |      |      |      |      |      |      |      |      |      |      |      |      |   |      |
| Niederschlag (mm)      | 108  | 85   | 88   | 100  | 109  | 88   | 60   | 59   | 81   | 110  | 139  | 121  | Σ | 1148 |
|                        |      |      |      |      |      |      |      |      |      |      |      |      |   |      |
| Sonnenstunden (h/d)    | 5,6  | 6,3  | 7,3  | 8,5  | 9,2  | 10,8 | 11,5 | 10,7 | 8,6  | 6,8  | 5,7  | 5,3  | ⌀ | 8    |
|                        |      |      |      |      |      |      |      |      |      |      |      |      |   |      |
| Regentage (d)          | 8    | 7    | 7    | 9    | 11   | 9    | 7    | 7    | 7    | 8    | 9    | 8    | Σ | 97   |
|                        |      |      |      |      |      |      |      |      |      |      |      |      |   |      |
| Luftfeuchtigkeit (%)   | 72   | 71   | 72   | 72   | 71   | 66   | 61   | 62   | 68   | 73   | 77   | 72   | ⌀ | 69,7 |

| −7 |

| −7,1 |

| −3,8 |

| −1,3 |

| 3 |

| 7,5 |

| 9,6 |

| 9,8 |

| 6,6 |

| 3 |

| −2,7 |

| −6 |

| −7 |

| −7,1 |

| −3,8 |

| −1,3 |

| 3 |

| 7,5 |

| 9,6 |

| 9,8 |

| 6,6 |

| 3 |

| −2,7 |

| −6 |

Das Klima ist als Winterfeuchtkaltes Klima (Dfb-Klima) nach Köppen und Geiger klassifiziert. Der Niederschlag ist hoch, auch in Monaten, die im Monatsvergleich eher „trocken“ sind. Um 80 mm fällt im Schnitt mehr Niederschlag im niederschlagsreichsten Monat November im Vergleich zum trockensten Monat August. Um im Durchschnitt rund 19 °C ist der Juli (wärmste Monat im Jahr) wärmer als der Januar (kältester Monat im Jahr). Die relative Luftfeuchtigkeit ist am höchsten im November (77 %) und am niedrigsten im Juli (61 %). Der Monat, in dem es am öftesten regnet, ist der Mai mit einer Anzahl von 11 Regentagen. Dagegen ist der Monat mit der kleinsten Anzahl an Regentagen der August (7 Regentage).Die Angaben von Temperatur, Wassertemperatur, Niederschlag, Regentag und Luftfeuchtigkeit basieren auf Daten von 1991 bis 2021, Sonnenstunden auf Daten von 1999 bis 2019.

## Sehenswürdigkeiten
| Name                                      | Ort                      | Bemerkungen                                                    | Bild |
| ----------------------------------------- | ------------------------ | -------------------------------------------------------------- | ---- |
| Kirche Saint-Etienne                      | Saint-Étienne-en-Dévoluy |                                                                |      |
| Kapelle Saint-Joseph                      | Saint-Étienne-en-Dévoluy |                                                                |      |
| Kirche Notre-Dame-de-l’Assomption         | Agnières-en-Dévoluy      |                                                                |      |
| Schlucht Défilé de la Souloise            | Saint-Disdier            |                                                                |      |
| Kapelle Les Gicons, genannt „Mère Eglise“ | Saint-Disdier            | 11. und 12. Jahrhundert, als Monument historique klassifiziert |      |
| Pfarrkirche Saint-Disdier                 | Saint-Disdier            |                                                                |      |

## Sport und Freizeit
Im Zentrum des Gemeindegebietes befinden sich die Skistationen SuperDévoluy und La Joue du Loup.
- Der GR 93, genannt „Traversée du Vercors“, ein 228 Kilometer langer Fernwanderweg vom TGV-Bahnhof in Valence (Département Drôme) zum Lac de Peyssier führt durchquert das Gemeindegebiet.[5]

- Der GR 94, ein 120 Kilometer langer Fernwanderweg von Vaunières, einem Weiler der Gemeinde Saint-Julien-en-Beauchêne, zum Col de Praux führt durch das südwestliche Gemeindegebiet.[6]

- Der GRP, genannt Tour du Dévoluy, ein 80 Kilometer langer Rundweg hat seinen Anfang- und Endpunkt im Ortsteil Saint-Étienne-en-Dévoluy.[7]

## Bildung
Die Gemeinde verfügt über
- eine öffentliche Vor- und Grundschule (École primaire) und
- eine öffentliche Grundschule (École élémentaire).[8]

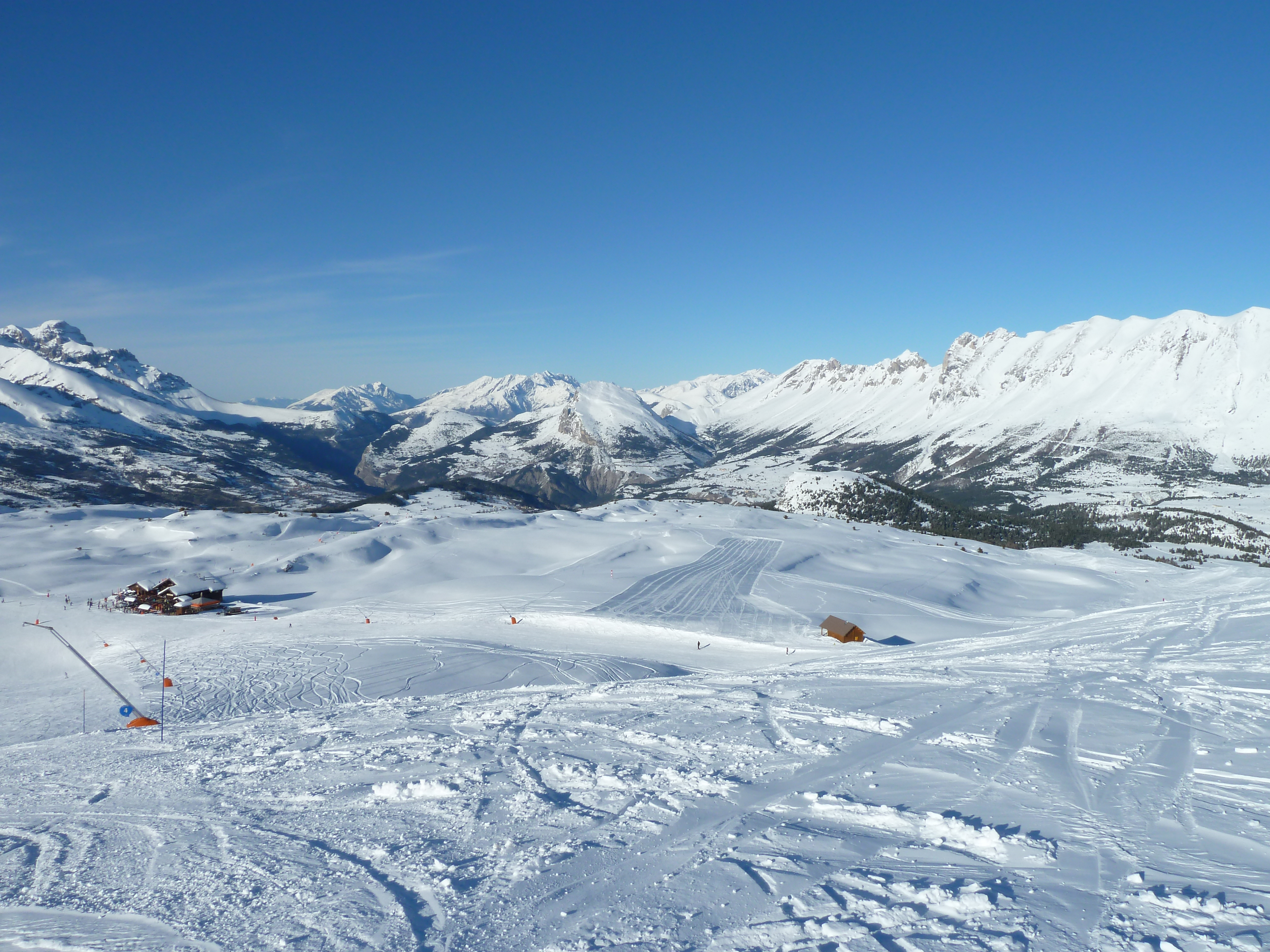
Altisurface Superdévoluy

## Verkehrsanbindung
Das Gemeindegebiet wird von Süden her durch die Departementsstraßen D 937, die ehemalige Route nationale 537, erschlossen. Von Norden führt die Départementsstraße D 117 nach Dévoluy, die die Schlucht der Souloise mithilfe des Tunnel de Beaume passiert. Bei Dévoluy befindet sich auch der Altisurface Superdévoluy, ein Flugplatz in etwa 1850 m Höhe.
Busse einer Linie der Transportgesellschaft zou! der Region Provence-Alpes-Côte d’Azur verbindet die Gemeinde inklusive der Skistation SuperDévoluy mit Veynes.